# Två glada sjömän i Marocko
Två glada sjömän i Marocko (engelska: Road to Morocco) är en amerikansk komedifilm från 1942 i regi av David Butler. I huvudrollerna ses Bing Crosby, Bob Hope och Dorothy Lamour.

## Rollista i urval
- Bing Crosby - Jeff Peters
- Bob Hope - Orville "Turkey" Jackson
- Dorothy Lamour - prinsessan Shalmar
- Anthony Quinn - Mullay Kasim
- Dona Drake - Mihirmah
- Vladimir Sokoloff - Hyder Khan
- Mikhail Rasumny - Ahmed Fey
- George Givot - Neb Jolla
- Leon Belasco - Yusef
- Monte Blue - medhjälpare till Mullay Kassim
- George Lloyd - vakt
- Dan Seymour - arabisk köpare
- Stanley Price - idiot
- Louise LaPlanche - tjänarinna
- Yvonne De Carlo - tjänarinna
- Brandon Hurst - engelsk utropare
- Nestor Paiva - arabisk korvsäljare
- Cy Kendall - fruktförsäljare